# Cangulo-de-cauda-rosa
O cangulo-de-cauda-rosa (Melichthys vidua), conhecido no Havaí como humuhumu hi'u kole, é uma espécie de cangulo, nativo das águas tropicais do Indo-Pacífico. É um peixe muito procurado para ser mantido em aquários ornamentais, pois possui uma cauda rosada clara com o corpo escuro, além de possuir um sombreado dourado no ventre e dorso.
Essa espécie é nativa do Indo-Pacífico, podendo ser encontrado desde a África para a Austrália até a Polinésia, incluindo o arquipélago havaiano e Ilhas Marshall.